# Ulica Szwoleżerów w Warszawie
Ulica Szwoleżerów – ulica w śródmieściu Warszawy. 
Ulica rozpoczyna swój bieg od skrzyżowania z ulicą Czerniakowską, biegnie następnie na zachód, krzyżując się z ulicami: Dragonów, Kawalerii, 29 Listopada, ponownie Kawalerii i Myśliwiecką, gdzie znajduje się jej przedłużenie – ulica Agrykola. 

## Historia
Dawna droga narolna wsi Solec. Została uregulowana w końcu XVIII wieku jako przedłużenie ul. Agrykoli. W 1818 zbudowano tam koszary dla rosyjskiego Lejbgwardyjskiego Pułku Ułanów. W 1901 droga stała się ulicą i otrzymała nazwę Ułańskiej. W 1919 ulicy przywrócono nazwę Agrykola
W 1907 przy ulicy wzniesiono cerkiew błogosławionego Martyniana według projektu Leontija Benois. W okresie międzywojennym świątynia stała się rzymskokatolickim kościołem polowym 1 Pułku Szwoleżerów Józefa Piłsudskiego, który przejął dawne rosyjskie koszary ułanów. W 1935, w nawiązaniu do nazwy stacjonującej jednostki, ulicą Szwoleżerów nazwano odcinek  ulicy Myśliwieckiej od Agrykoli do ul. Łazienkowskiej.
W czasie okupacji niemieckiej koszary 1 Pułku Szwolożerów były wykorzystywane jako punkt zborny osób zatrzymywanych w czasie łapanek. W 1944 większość budynków koszar została zniszczona. 
W 1945 roku przy ulicy, w pobliżu Łazienek, powstała niezachowana kolonia 160 domków fińskich przekazanych w darze przez Związek Radziecki.
Około 1952 ulicą Szwoleżerów nazwano odcinek ul. Agrykola od ul. Myśliwieckiej do ul. Czerniakowskiej. 
W latach 1972–1974 między ulicami Szwoleżerów, Czerniakowską i Kanałem Piaseczyńskim wzniesiono osiedle Szwoleżerów według projektu Haliny Skibniewskiej z zespołem, nagrodzony w konkursie „Mister Warszawy“ na najlepszy obiekt oddany do użytku w stolicy w 1974.

## Ważniejsze obiekty
- Osiedle Szwoleżerów
- Katedra Świętego Ducha
- Dom Synodalny Kościoła Polskokatolickiego (obecnie plebania parafii katedralnej Świętego Ducha)
- Ambasada Korei Południowej
- Ambasada Japonii
- Łazienki Królewskie
- Centrum Konferencyjne i Wydział Handlowy Ambasady Węgier (d. Węgierska Ekspozytura Handlowa)